# يوكي توغاشي
يوكي توغاشي مواليد 30 يوليو 1993، هو لاعب كرة سلة ياباني ويحمل الرقم 00. يبلغ طوله 5 قدم 7 بوصة (1.7 م).

## روابط خارجية
- يوكي توغاشي على موقع الاتحاد الدولي لكرة السلة (الإنجليزية)
- يوكي توغاشي على موقع دوري كرة السلة الياباني للمحترفين (اليابانية)
- يوكي توغاشي على موقع كرة السلة الأوروبية.كوم (الإنجليزية)
- يوكي توغاشي على موقع ريلجم (الإنجليزية)
- يوكي توغاشي على موقع بروبوليرز (الإنجليزية)
- يوكي توغاشي على موقع سبورتس رفرنس (الإنجليزية)
- يوكي توغاشي على موقع سبورتس رفرنس (الإنجليزية)
- يوكي توغاشي على موقع أوليمبيديا (الإنجليزية)